# Дрягин, Вячеслав Емельянович
Вячесла́в Емелья́нович Дря́гин (20 сентября 1940, Киров — 22 февраля 2002) — советский двоеборец,  призёр чемпионата мира, участник трёх Олимпиад.

## Карьера
Заниматься двоеборьем Вячеслав Дрягин начал ещё в детстве. В 1958 году стал вице-чемпионом Советского Союза среди молодёжи.
В 1959 году девятнадцатилетний двоеборец победил на чемпионате СССР в Горьком. Победу Дрягину принесло убедительное выступление на трамплине, хотя по результатам гонки он располагался только на 27- месте. Успех на первенстве страны позволил кировчанину войти в состав национальной сборной, однако по решению тренера он не попал в состав олимпийской сборной на Олимпиаду 1960 года.
Впервые на Олимпиаде Дрягин выступил в Инсбруке в 1964 году. По итогам прыжков с трамплина он расположился на десятом месте, во время лыжной гонки смог подняться вверх по протоколу, но остался без медалей, заняв седьмое место.
Заняв третье место на чемпионате СССР 1968 года Дрягин гарантировал себе попадание в сборную на Игры в Гренобле. Там он показал итоговый восьмой результат, хотя после первого вида лыжного двоеборья был пятым. В 1970 году Вячеслав завоевал бронзовую медаль чемпионата мира, который проходил в Чехословакии и принял решение готовиться к Олимпиаде в Саппоро.
На своей третьей Олимпиаде Дрягин выступил неудачно — он ошибся в первом прыжке, что сразу отбросило его в конец третьего десятка. По итогам соревнований он занял 29 место.
Тренер — Л. А. Фёдоров.